# Provinciale weg 765
De provinciale weg 765 (N765) is een provinciale weg in de provincies Flevoland en Overijssel, die een verbinding vormt tussen Ens en IJsselmuiden via de buurtschap Ramspol. De weg loopt over het Kampereiland en voert langs het 'dorp' waar de school en de kerk zich bevinden. Deze weg sloot tot 18 november 2012 bij Ramspol aan op de N50. Per december 2012 sluit de weg pas bij het dorp Ens aan en wel op de N352, omdat een parallelweg is aangesloten op de nieuwe Ramspolbrug. Bij IJsselmuiden sluit de weg aan op de N760.
De weg is uitgevoerd als tweestrooks-gebiedsontsluitingsweg met buiten de bebouwde kom een maximumsnelheid van 80 km/h. De weg draagt van Kampen tot de Ramspolbrug de naam Frieseweg en van de Ramspolbrug tot aan Ens de naam Kamperweg.

## Geschiedenis
Oorspronkelijk was de huidige N765 een rijksweg en maakte vanaf het Rijkswegenplan 1948 deel uit van Rijksweg 38, die van Hattemerbroek via de pas drooggemalen Noordoostpolder en Joure naar Rijksweg 32 ter hoogte van Akkrum verliep. Dit nummer bleef gehandhaafd in het rijkswegenplan van 1958. Pas in het rijkswegenplan van 1968 werd de weg onderdeel van Rijksweg 50, waarna het nummer 38 in 1980 opnieuw werd vergeven aan de nieuwe Rijksweg 38, de weg tussen knooppunt Ridderkerk en Ridderkerk.
In hetzelfde jaar werd een tracébesluit genomen over Rijksweg 50, welke tussen knooppunt Hattemerbroek en Ramspol zou worden aangelegd als autosnelweg. Hierop werd de 'oude weg' hernummerd tot Rijksweg 838. Tussen 1985 en 2003 werd de nieuwe weg tussen Knooppunt Hattemerbroek en Ramspol in gedeelten geopend. Vooralsnog niet als autosnelweg, maar tussen Kampen en Ramspol als driestrooksweg. Administratief nam deze nieuwe weg ook het nummer Rijksweg 838 over, maar voor de bewegwijzering wordt gebruikgemaakt van het nummer N50. De voormalige Rijksweg 838 werd overgedragen aan de provincie Overijssel, welke de weg als N765 nummerde.
Op 18 november 2012 is de nieuwe Ramspolbrug opengesteld voor verkeer over de N50. In december 2012 is ook de N765 over de Ramspolbrug opengesteld, waarmee de N765 tot aan Ens in Flevoland is verlengd.
N23 · N34 · N224 · N225 · N229 · N233 · N271 · N301 · N302 · N303 · N304 · N305 · N306 · N307 · N308 · N309 · N310 · N311 · N312 · N313 · N314 · N315 · N316 · N317 · N318 · N319 · N320 · N322 · N323 · N324 · N325/A325 · N326/A326 · N327 · N329 · N330 · N331 · N332 · N333 · N334 · N335 · N336 · N337 · N338 · N339 · N340 · N341 · N342 · N343 · N344 · N345 · N346 · N347 · N348/A348 · N349 · N350 · N351 · N352 · N375 · N377

N418 · N701 · N702 · N703 · N704 · N705 · N706 · N707 · N708 · N709 · N710 · N711 · N712 · N713 · N714 · N715 · N716 · N717 · N718 · N719 · N720 · N727 · N731 · N732 · N733 · N734 · N735 · N736 · N737 · N738 · N739 · N740 · N741 · N742 · N743 · N744 · N745 · N746 · N747 · N748 · N749 · N750 · N751 · N752 · N753 · N754 · N755 · N756 · N757 · N758 · N759 · N760 · N761 · N762 · N763 · N764 · N765 · N766 · N768 · N781 · N782 · N783 · N784 · N785 · N786 · N787 · N788 · N789 · N790 · N791 · N792 · N793 · N794 · N795 · N796 · N797 · N798 · N800 · N801 · N802 · N803 · N804 · N805 · N806 · N810 · N811 · N812 · N813 · N814 · N815 · N816 · N817 · N818 · N819 · N820 · N821 · N822 · N823 · N824 · N825 · N826 · N827 · N830 · N831 · N832 · N833 · N834 · N835 · N836 · N837 · N838 · N839 · N840 · N841 · N842 · N843 · N844 · N845 · N846 · N847 · N848 · N852 · N855

Cursief vermelde wegen zijn voormalige provinciale wegen.